# Rolnictwo w Albanii

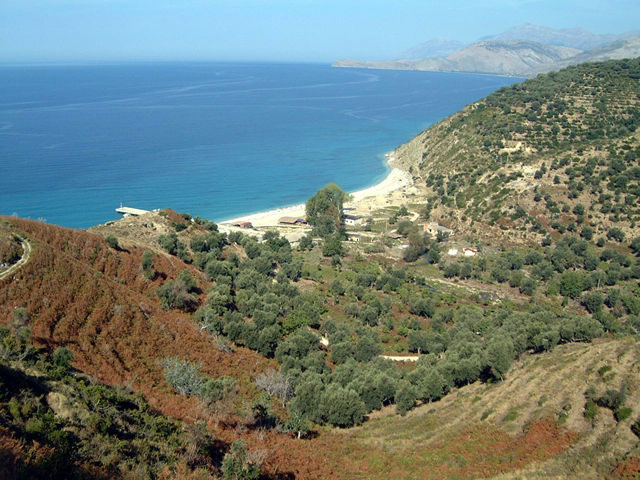
Albańska Riviera i jej uprawy oliwek

Rolnictwo w Albanii jest wciąż istotnym sektorem gospodarki krajowej, wytwarzającym do 22,5% PKB. Kraj obejmuje 28 748 kilometrów kwadratowych, z czego 24% stanowią użytki rolne, 36% grunty leśne, 15% pastwiska i łąki oraz 25% obszarów miejskich, w tym jeziora, drogi wodne, niewykorzystane tereny skaliste i górskie. Można je podzielić na trzy główne strefy, takie jak strefa nizinna wzdłuż linii brzegowej kraju, strefa górska w strefie nizinnej i górskiej.
Kraj obejmuje wybrzeża na zachodzie, Albańskie Alpy na północy, Góry Sharr na północnym wschodzie, Góry Skanderbeg w centrum, Góry Korab na wschodzie, Góry Pindus na południowym wschodzie i Góry Cerauńskie na południowym zachodzie wzdłuż albańskiej Riwiery. 
Kraj ten posiada głównie śródziemnomorski klimat z wpływami kontynentalnymi. Oznacza to, że klimat charakteryzuje się łagodnymi zimami i gorącymi, suchymi latami. Najcieplejsze rejony kraju znajdują się na zachodzie, gdzie klimat jest pod dużym wpływem morza. Najzimniejsze części kraju znajdują się na północy i wschodzie, gdzie dominuje śnieżny, zalesiony klimat. W ramach procesu przedakcesyjnego Albanii do Unii Europejskiej rolnicy są wspierani przez fundusze IPA w celu poprawy albańskich standardów rolnych. Eksport warzyw i owoców podwoił się w pierwszych miesiącach 2017 roku, a eksport ryb, owoców morza i produktów morskich wzrósł o 35 procent.

## Akwakultura

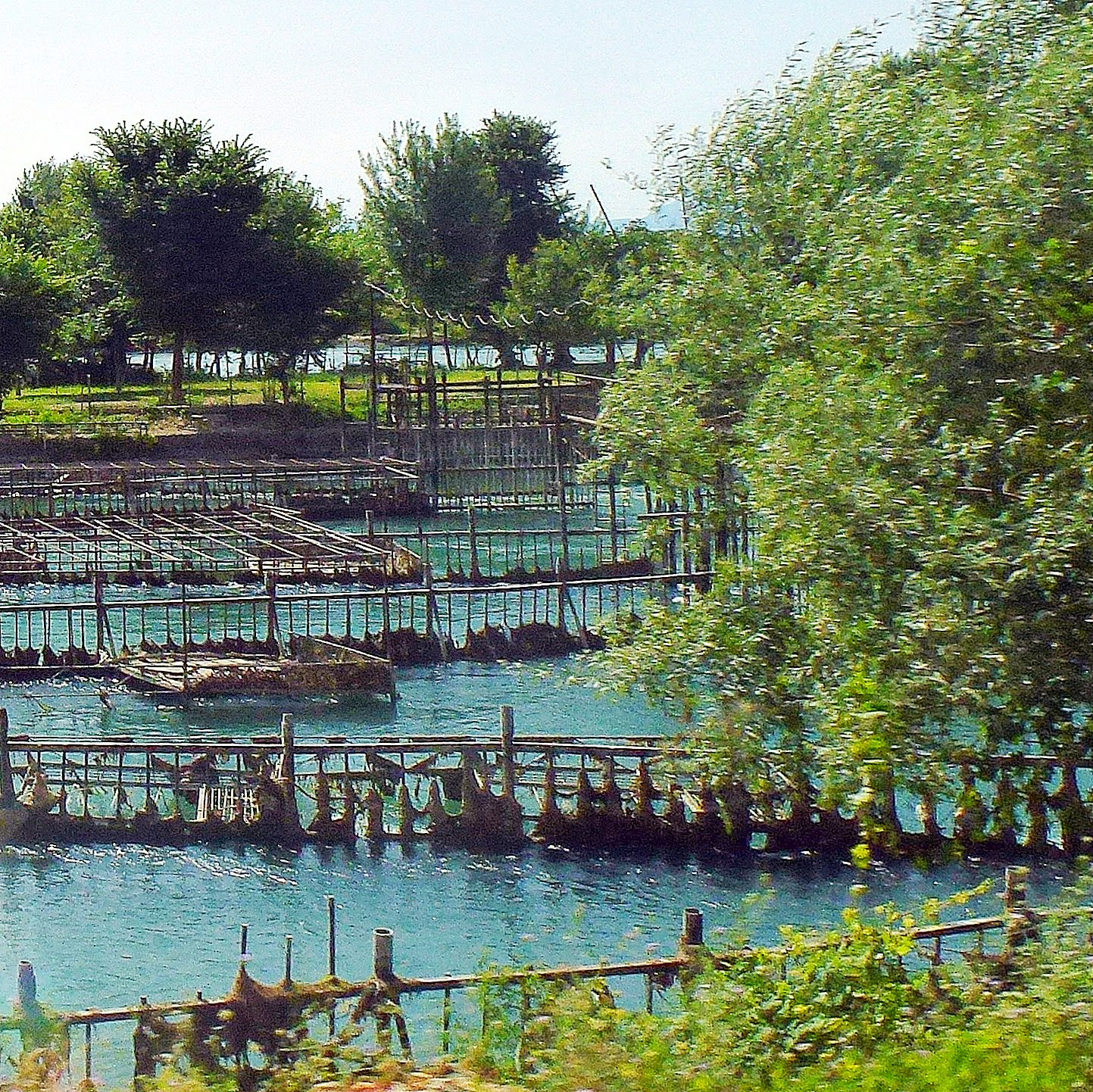
Farma rybna w mieście Zus

Zarówno Adriatyk i Morze Jońskie wewnątrz Morza Śródziemnego są źródłem połowów, a masowe, hobbystyczne wędkarstwo występuje na jeziorze Szkoderskim, jeziorze Ohrid. Szacuje się, że wybrzeże tego kraju ma długość 381 kilometrów. W związku z ogromną dostępnością wody w kraju, sektor rybołówstwa ma duży potencjał, aby stać się znaczącą częścią lokalnej gospodarki. Przemysł rybny nadal znajduje się w fazie przejściowej pomimo znacznych zdolności rozwojowych i przetwórczych.
Rozległa uprawa ryb morskich była praktykowana w kraju w latach 50. XX wieku. Przemysł rybny jest sektorem hodowli przybrzeżnych i morskich hodowli morskich. Pstrągi rozwijają się głównie na południowym wschodzie, południowym zachodzie i północy, podczas gdy karpie występują głównie w centrum i na północy. Hodowla ryb koncentruje się głównie na gatunkach pstrąga tęczowego, dorady, karpia, tołpygi pstrej i amura.
Małże są szeroko rozpowszechnione na południu kraju, a szczególnie uprawiane w jeziorze obok Butrint, w pobliżu Morza Jońskiego. W 1980 wybudowano prawie 80 urządzeń do hodowli małży o średniej produkcji około 2000 ton rocznie, podczas gdy w 1989 wzrosła ona do 5000 ton rocznie. Po zakończeniu komunizmu i wybuchu epidemii cholery w 1990 produkcja gwałtownie spadła i została ponownie otwarta dopiero w 2000 roku.

## Produkcja

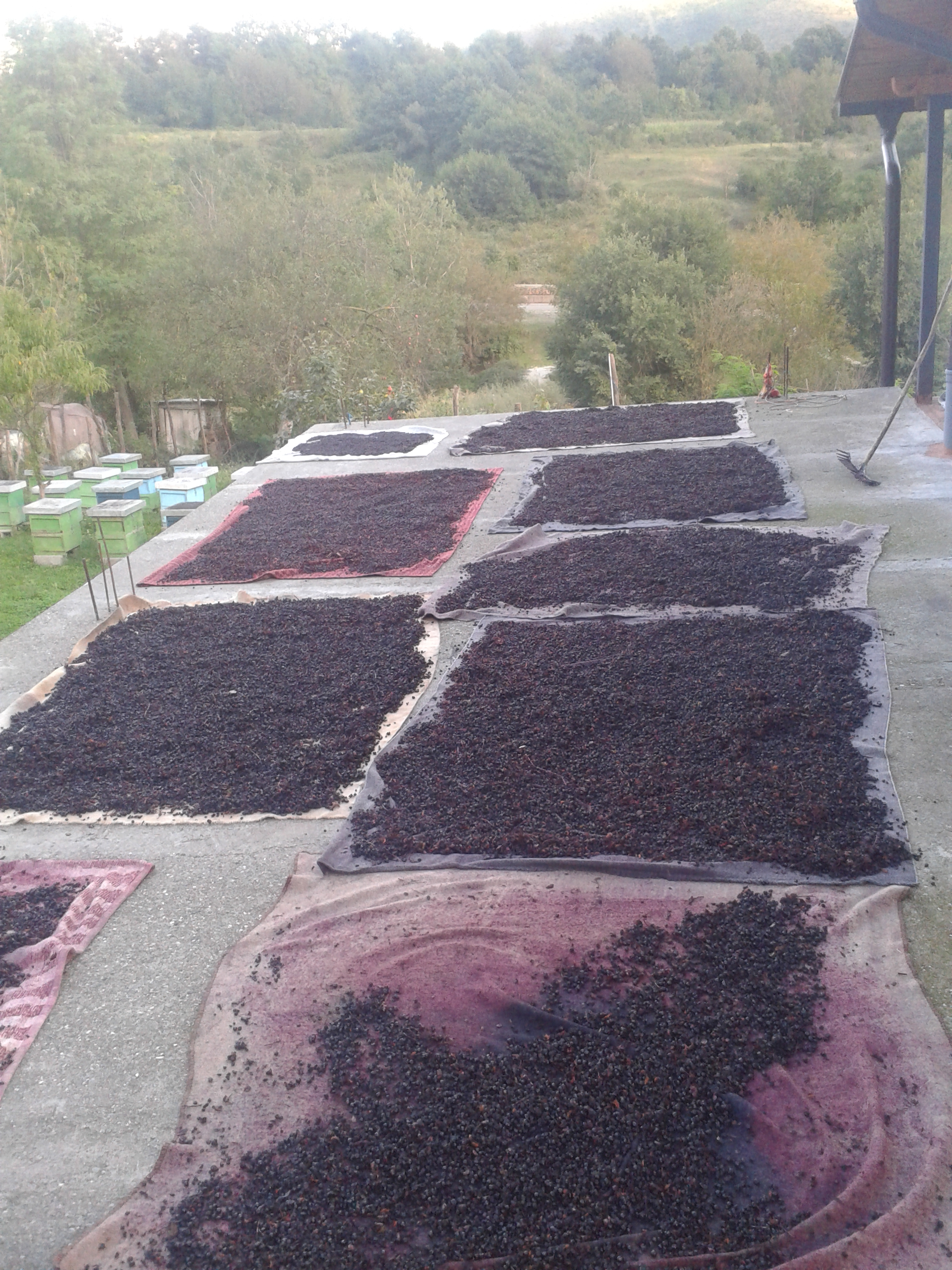
Lokalna roślina lecznicza Boronica w procesie suszenia

Głównymi produktami rolnymi w kraju są tytoń, figi, oliwki, pszenica, kukurydza, ziemniaki, warzywa, owoce, buraki cukrowe, winogrona oraz tradycyjne medykamenty i aromatyczne rośliny.

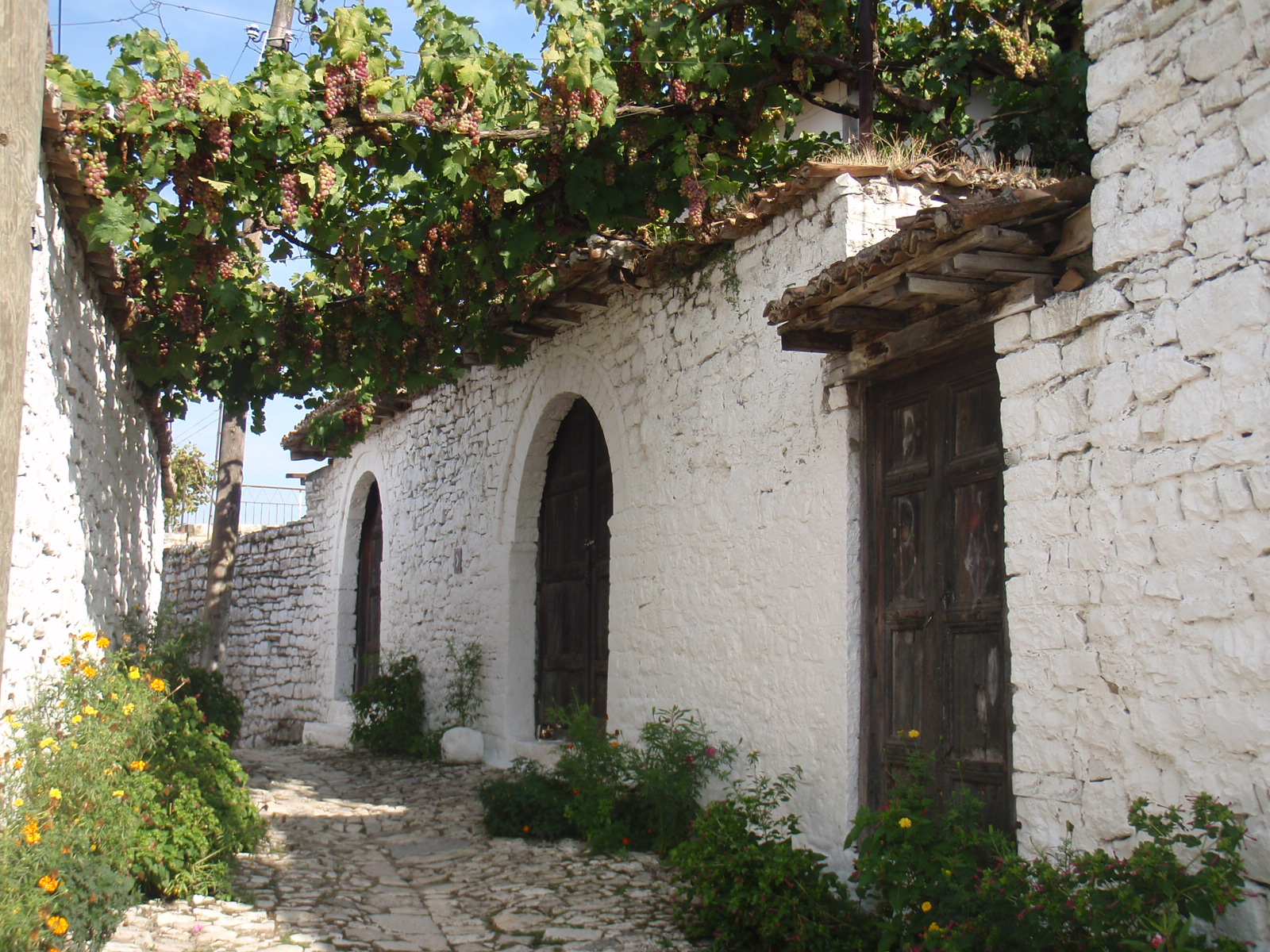
Winorośle w mieście Berat

Rolnictwo stanowi 18,9% PKB i dużą część eksportu. Ogranicza się jednak głównie do małych gospodarstw rodzinnych i gospodarstw produkujących na własne potrzeby, z powodu braku nowoczesnego sprzętu, niejasnych praw własności oraz występowania małych, nieefektywnych działek. Istnieje również obawa, że produkty rolne pochodzące z Albanii są stemplowane jako "produkt z Turcji" na rynku międzynarodowym. Albania ma gleby i klimat sprzyjający rozległemu przemysłowi drzewnemu. Wiele historycznych lasów Albanii zostało zniszczonych przez nieefektywny przemysł drzewny i obszar rolny w latach 90. Dziś lasy zajmują około jednej trzeciej obszaru lądowego Albanii, a dzięki porozumieniu z Włochami i Bankiem Światowym trwają liczne zalesienia. Albania jest 11. producentem oliwy z oliwek.
Albania jest czterdziestym drugim producentem wina na świecie. Kraj ten ma jedną z najdłuższych w Europie historii uprawy winorośli i wpisuje się w stary świat krajów produkujących wino. Najważniejsze regiony winiarskie kraju znajdują się w centrum, ale także na obszarach górskich na północy, wschodzie i południu. Po upadku komunizmu w XX wieku na rozwój i strukturę własnościową albańskiego winiarstwa duży wpływ miały przemiany transformacyjne kraju.